# Bogoly Berti-féle Mindenízű Drazsé
Azokkal vigyázz! Nem véletlenül hívják mindenízűnek - tényleg mindenféle ízűt beletesznek. Vannak köztük normálisak: csokis, mentolos meg lekváros, de akad spenótos, májas és pacalos is. George mesélte, hogy egyszer egy kísértet ízűt is talált.

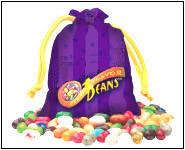
Bogoly Berti-féle Mindenízű Drazsé

A Bogoly Berti-féle Mindenízű Drazsé J. K. Rowling Harry Potter könyveiben jelenik meg. Az egyik legnépszerűbb édesség a varázslók világában. A muglik zselés cukorkájára hasonlít, azzal a különbséggel, hogy megszámlálhatatlan ízt rejt magában. Ránézésre semmiféleképpen sem lehet biztosan megállapítani milyen az íze egy darabnak, de szín alapján lehet találgatni. Feltalálója Bogoly Berti a 20. század közepén készítette el tévedésből. Édesség készítése közben, véletlenül belekevert egy pár koszos zoknit is a cukorkák közé. Ekkor azonnal rájött hogyan lehetne értékesíteni a „kockázatos falatokat”.

## A Harry Potter-univerzumban
Vannak köztük közönséges ízek mint a csokoládés, a mentolos és a lekváros, vagy kevésbé kedveltebbek mint a spenótos, a májas, a záptojás, a kutyaeledel és a pacalos. Vannak azonban olyanok is amelyek nem ételre emlékeztetnek mint a fű-, a föld-, a hányás-, a fülviasz-, a kosz-, a bors-  és a kísértet ízű.
Népszerű csemege a Roxfortban tanuló diákok körében. Kapható a vonaton szolgáló büfés asszonynál és a Mézesfalásban. Gyakran szokták ajándékként küldeni a gyengélkedőn betegeskedőknek. Általában zsákokba, vagy dobozokba csomagolják be.
Az első könyvben megtudjuk, hogy Albus Dumbledore egy életre lemondott fogyasztásáról, mert fiatal korában megevett egy hányás ízű darabot. Harry első tanévében megkínálta az igazgatót egy darabbal, az idős varázsló pedig adott a drazsénak még egy esélyt. Kiválasztott egy barnás színűt amiről azt hitte, hogy tejkaramellás ízű, de kiderült hogy fülviaszos.
Ez az édesség szerepel a negyedik könyvben is, a Kviddics Világkupa döntőjén, a nagy kivetítőn megjelenik egy hirdetésben.

## A valóságban
A valóságban is kapható édesség, valóban sokféle az íze. Két változata is létezik, a Harry Potterben megismert fajta, és a Bean Boozled, amelyben minden színűnek van egy ugyanolyan párja, egy finom, és egy rossz.